# 아론 아핑당고예
아론 크리스토페르 빌리 온델레 아핑당고예(프랑스어: Aaron Christopher Billy Ondélé Appindangoyé, 1992년 2월 20일 ~ )는 가봉의 축구 선수로, 현재 튀르키예 쉬페르리그의 시바스스포르에서 센터백으로 뛰고 있다.

## 구단 경력
가봉에서 훈련을 받은 그는 2012년 가봉 샹피오나 나시오날 D1인 무나나에서 2013-2014 시즌 가봉 샹피오나 나시오날 D1에 속해 있다. 프리메이라리가에서 운영되는 포르투의 클럽인 보아비스타에서 2015년 아프리카 네이션스컵 이후 연락을 받았다. 그는 준비된 형태로 클럽에 가입하고 시즌이 끝날 때까지 그곳에 머물렀다. 그는 그의 첫 번째 유럽 경험에 대해 "꽤 잘 진행되었다"라고 느꼈다.
그는 2015년 8월 11일, 프랑스 리그 2로 강등된 토농 에비앙에 가입하면서 언론에 의해 몇 주 동안 잠재적인 영입 대상으로 언급되었다. 포르투갈에서의 경험과는 달리 가봉인은 리그 2의 부동의 소유자이다. 그는 그의 팀이 강등되는 것을 막을 수 없다. 그러나 아핑당고예는 리그 2에 남아 스타드 라발루아에 합류했다.

## 국가대표팀 경력
그는 2012년에 가봉 국가대표팀에 처음 소집되었고 항상 소환되었다. 그는 가봉 국가대표팀을 위한 2014년 아프리카 네이션스 챔피언십에서 최종 토너먼트뿐만 아니라 피에르에므리크 오바메양과 같은 선수들과의 경기에도 선발되었다.